# Республика Энтре-Риос
Республика Энтре-Риос (исп. Entre Ríos, Междуречье) — полунезависимое государство в составе Соединённых провинций Рио-де-Ла-Платы, существовавшее в период с 29 сентября 1820 года по 1821 год. Было образовано Франсиско Рамиресом и ликвидировано после его смерти 10 июля 1821 года. Когда 28 сентября того же года Лусио Норберто Мансилья был избран губернатором провинции Энтре-Риос, Республика была официально распущена.
Республика не была официально провозглашена независимым государством и была образована лишь с целью дистанцироваться от господствовавших в Буэнос-Айресе монархистов и централистов.

## Предыстория

### Война между Рамиресом и Артигасом
1 февраля 1820 года генерал Франсиско Рамирес, соратник губернатора провинции Санта-Фе Эстанислао Лопеса, во главе федеральной армии разбил войска Хосе Рондо в битве при Сепеде. Лопес и Рамирес подписали 23 февраля Пиларский договор с новым губернатором Буэнос-Айреса Мануэлем де Сарратеа, по которому провинции в составе федерации приобретали статус автономных. Договора также призвал провести в Сан-Лоренсо конгресс провинций. Федералисты напомнили Буэнос-Айресу о его статусе защитника Восточного берега. При этом Рамирес пригласил главу федерации Хосе Хервасио Артигаса подписать договор, но не в статусе лидера, а в статусе равноправного субъекта. Секретный пункт договора предусмотрел, что Сарратеа предоставит лидерам федералистов военную технику.
Однако Артигас воспринял заключение Пиларского договора как измену со стороны лидеров восточных провинций. После того, как Артигас был разбит бразильцами в битве при Такуарембо, его авангард во главе с Франсиско Хавьером Сити вытеснил отряды Рамиреса из Консепсьон-дель-Уругвай. Этот шаг был воспринят Рамиресом как объявление войны. 13 июня 1820 года войска Рамиреса были разбиты силами Артигаса в битве при Лас-Гуачас, но уже 24 июня Рамирес взял реванш в битве при Лас-Тунас, за счет грамотного командования артиллерией Лусио Норберто Мансильей. Мансилья прибыл из Буэнос-Айреса и присоединился к силам Рамиреса согласно упомянутому секретному пункту Пиларского договора. Затем Артигас был разгромлен в битве при Ринкон-де-Авалос 24 июля, после чего был вынужден бежать в Парагвай, где правил Хосе Гаспар Родригес де Франсия.

### Занятие провинции Корриентес и юга провинции Мисьонес
Преследуя Артигаса, Рамирес 19 сентября занял город Корриентес, объявив себя губернатором провинции Корриентес и всего Междуречья. Он занимал эту должность до 15 марта 1821 года, когда передал Корриентес в руки Эваристо Карриего.
В июне 1820 года город Сан-Антонио-дель-Сальто-Чико (ныне Конкордия) пострадал от массового исхода жителей-гуарани, сторонников Артигаса, которые по зову Доминго Мандуре переселились на другую сторону реки. Мандуре получил от ещё одного сторонника Артигаса, Карлоса Фредерико Лекора, звание подполковника.
5 марта 1820 года Андрес Гуакурари, лейтенант Франсиско Хавьера Сити, был назначен исполняющим обязанности главнокомандующего провинции Мисьонес. 25 июля он перешёл на сторону Рамиреса, подписав 28 июля соглашение в Мокорете, признав его власть на территории провинции, за что получил пост наместника этих земель.

## Учреждение Республики
29 сентября 1820 года, в день Святого Михаила Архангела, покровителя Междуречья, Рамирес обнародовал в Корриентесе 16 статей, регламентировавших административные, судебные, экономические и военные сферы жизни региона. 24 ноября, в результате выборов, проведённых среди населения области, Рамирес был избран Верховным главой республики. 30 ноября в церкви города Росарио-дель-Тала было провозглашено создание Республики Энтре-Риос с целью присоединения к федерации на правах равноправного субъекта.
24 ноября 1820 года губернатор Буэнос-Айреса Мартин Родригес и губернатор Санта-Фе Эстанислао Лопес подписан договор в Бенегасе, при посредничестве губернатора Кордовы Хуана Баутисты Бустоса. По этому договору Санта-Фе и Буэнос-Айрес уладили спорные вопросы и, в числе прочих пунктов, отказались от претензий на контроль над Энтре-Риос.

## Оккупация провинции Мисьонес
Сити эвакуировал часть города Асунсьон-дель-Камбай и заселил малонаселенную до того деревню Сан-Хосе в Мисьонесе, сохранив при этом связь с португальским бригадиром Франсиско дас Чагасом Сантосом в Сан-Борже. Это обеспокоило Рамиреса, который направил войска под командованием Хуана Гонсалеса Алдерете в Асунсьон-дель-Камбай. 9 декабря Алдерете вступил в пустынный город, а вскоре узнал о наличии поблизости верных Сити войск Мигеля Хавьера Арийю. Арийю удалось разгромить Алдерете при Пасо-де-Игос на следующий день, пересечь реку Уругвай и вступить на территорию Мисьонес, оккупированную Португалией с 1801 года. Командующий отрядов войск Рамиреса Грегорио Пирис прорвался на север и победил Сити у Пасо-де-Сан-Борхи, недалеко от Санто-Томе, 13 декабря 1820 года. С этого времени португальские миссии в области оказались под контролем Рамиреса

## Проект вторжения в Парагвай
В своей попытке вернуть себе Восточный берег, занимаемый португальцами, Рамирес стремился к союзу с Гаспаром Родригесом де Франсия, который имел мощную армию. Не получив, однако, поддержки, он решил вторгнуться в Парагвай и включить его в состав Соединённых провинций Южной Америки, чтобы создать большую армию и выступить против португальцев. Рамирес сосредоточил свои силы в Корриентесе в начале декабря 1820 года, откуда он писал Эстанислао Лопесу:
Я рассчитываю, что губернатор Санта-Фе отправит мне пятьсот солдат, эскадрилью драгун и батальон кавалерии. С той же целью я обратился к губернатору Буэнос-Айреса, прося контингент из двух тысяч новобранцев, как это было согласовано в Пиларском договоре. У меня нет сомнений в том, что генерал Бустос также ответит на мои предложения по этому вопросу.
Однако в результате договора в Бенегасе Междуречье было практически заблокировано, и ни один из губернаторов не смог помочь Рамиресу вторгнуться в Парагвай. В марте 1821 года он отказался от идеи похода.

## Организация республики
Республика функционировала на основе введённого Рамиресом регламента, включавшего основы военного устройства (30 статей), политического порядка (41 статья), экономического уклада (51 статья), делопроизводства (28 статей), а также чрезвычайных полномочий (6 статей). Эти правила были разработаны Сиприано Хосе де Уркисой и Хосе Симоном Гарсия де Коссио.

В военной сфере Рамирес организовал всеобщую мобилизацию населения в возрасте от четырнадцати до сорока лет, чтобы укрепить собственную армию. Полк «Драгуны смерти» послужил основой для создания армии, его униформа была похожа на униформу испанских кавалерийских полков. В рядах армии Энтре-Риос сражались чарруас и индейцы гуарани.
Рамирес создал систему отправления правосудия, почтовую службу, ввел обязательное начальное образование. Он запретил убивать дикий крупный рогатый скот, покровительствовал племенным хозяйствам и сельскому хозяйству. Под его эгидой были проведены первые выборы в регионе в декабре 1820 года, в результате которых он был избран главой республики.
Флагом республики стал флаг Лиги Свободных народов — текущий флаг провинции Энтре-Риос. Он также принял две печати как символы Республики: одну с весами, пересекаемыми пикой, другую — с пером страуса нанду (впоследствии была принята в качестве герба города Консепсьон-дель-Уругвай).
Хосе Сиприано де Уркиса был назначен премьер-министром, а военная организация была сконцентрирована в руках Рикардо Лопеса Хордана (в Междуречье), Лусио Норберто Мансильи, а затем Эваристо Карриего (в Корриентес) и Феликса де Агирре (в Мисьонес). Карриего основал не менее 12 школ в Корриентес.
Рамирес пригласил французского ботаника Эме Бонплана, который поселился в Мисьонес в середине июня 1821 года, захватив с собой лучшие семена хлопка, индиго и табака, чтобы начать их культивирование в регионе силами индейцев.
Рамирес разделил территорию республики на четыре штаб-квартиры в Ла-Бахада-дель-Парана (департамент Парана), Консепсьон-дель-Уругвай (департамент Уругвай), Корриентес (департамент Корриентес), и Сан-Рокито на левом берегу реки Мириньяй (департамент Мисьонес).
В конце ноября 1820 года Рамирес провел перепись населения, которая показала следующую численность населения в департаментах: в Уругвае и Паране — 20 004 жителей (из них в городе Парана — 4284, Консепсьон-дель-Уругвай — 1223, Санта-Рита-де-ла-Эскина — 907), в Корриентес — 36 697 жителей. Из-за боевых действий в Мисьонес перепись там не проводилась.

## Конец

### Смерть Рамиреса
Договор в Бенегасе скрепил союз Буэнос-Айрес, Санта-Фе и Кордовы, в то время как Энтре-Риос оказалась в изоляции. Вступив в конфликт с чилийским лидером Хосе Мигелем Каррерой, Рамирес сосредоточил свои силы в Ла-Бахаде — 4000 солдат и 20000 кавалеристов — и запросил разрешение у губернатора Санта-Фе Лопеса пройти через его земли. Однако Лопес ответил отказом, сославшись на договор в Бенегасе, и Рамирес решил напасть на него.
В начале мая 1821 года полковник Анаклето Медина, обойдя эскадру Буэнос-Айреса на реке Парана, сумел приблизиться к Коронде и захватить лошадей Лопеса. После этого 6 мая Рамирес пересек Парану с 1000 солдат из Пунта-Горда (в настоящее время Диаманте), соединился с Мединой и продвинулся к Росарио. 8 мая Рамирес разбил войска Буэнос-Айреса под командованием Грегорио Араоса де Ламадрида в битве при Оливерос. Оттуда он резко изменил свой курс и направился в город Санта-Фе, рассеяв по пути силы Санта-Фе под командованием Хосе Луиса Оррего, который шёл на помощь Ламадриду. В тот же день Мансилья пересек Парану с 1000 новобранцев, чтобы атаковать Санта-Фе, но после обстрела со стороны эскадры Буэнос-Айреса был вынужден вернулся за реку. 21 мая войска Санта-Фе форсировали реку Коластине и блокировали армию Рамиреса, сократившуюся к тому времени до 700 человек. 24 мая войска Лопеса и Ламадрида атаковали Рамиреса, но снова потерпели поражение. 26 мая Лопес и Ламадрид всё-таки разгромили истощенные войска Рамиреса, и тот был вынужден отступить в провинцию Кордова во главе 400 солдат, рассчитывая оттуда через Чако пересечь Парану.
10 июля 1821 года 33-летний Рамирес погиб в короткой битве при Чаньяр-Вьехо, недалеко от Вилья-де-Мария-де-Рио-Секо и Сан-Франциско-дель-Чаньяр в Кордове, против отряда Франсиско де Бедойи. 26 июля эскадра Энтре-Риос была уничтожена в морском сражении на реке Коластине, её командир Монтеверде погиб.

### Лопес Хордан
На короткое время преемником Рамиреса стал его сводный брат Рикардо Лопес Хордан, который решил провести выборы главы республики. Эти выборы должны были быть непрямыми: граждане избирали депутатов от каждого района, которые и должны были избрать верховного главу республики. Встреча депутатов состоялась 29 сентября в Паране.

## Падение Республики
Для того, чтобы определить условия завершения войны, 22 августа был подписан договор в Сан-Николас-де-лос-Арройос между Эстанислао Лопесом и губернатором Буэнос-Айреса Мартином Родригесом:
Статья 1. Губернатор Энтре-Риос вернет в полном объеме свободу и независимость провинциям Корриентес и Мисьонес...

Ст. 2. ...вернет орудия, принадлежащие провинции Буэнос-Айрес, и 3 бронзовых пушки, сделанных в Санта-Фе.

Ст. 4. Мы вернем пленных в Энтре-Риос, в соответствии с ограничением первой статьи.
Однако полковник Лусио Норберто Мансилья, начальник полка, расквартированного в Паране, восстал 23 сентября при поддержке губернатора Санта-Фе, эскадры Буэнос-Айреса под командованием Матиаса Сапиолы и лидера каудильо Эусебио Эренью. Мансилья сам захватил политическое и военное руководство и 28 сентября был избран губернатором. Обе стороны согласились на перемирие до заседания конгресса 25 октября, а 20 октября Эренью был разбит в битве при Гене. Республика была ликвидирована, Мансилья заключил союз с Санта-Фе и Буэнос-Айресом и 16 декабря 1821 года был избран губернатором Энтре-Риос .
Весть о восстании Мансильи привела к восстановлению автономии провинции Корриентес, так как Карриего был свергнут 12 октября 1821 года, и новым губернатором был назначен Рамон де Атиенса. Распад Республики Энтре-Риос был использован Парагваем, который послал 500 солдат под командованием Норберто Ортелладо 7 декабря 1821 года, чтобы занять Мисьонес. Ботаник Бонплан был арестован, перевезён в Парагвай и до 1831 года отвечал за восстановление 5 обезлюдевших городов и восстановление флоры региона.